# Marco Antonio de Dominis
Marco Antonio De Dominis (n. 1560, Rab, Primorje-Gorski Kotar, Croația – d. 9 septembrie 1624, Roma, Statele Papale) a fost un arhiepiscop catolic, teolog și om de știință italian din Dalmația.

## Biografie
A studiat la Loreto, la o școală iezuită. A fost profesor de matematică la Padova și în alte orașe mari ale Italiei, timp de 20 de ani, perioadă în care s-a remarcat prin cunoștințele sale în domeniu.
În 1616 a plecat în Anglia, unde a trecut la protestanți. Intrând în conflict cu Biserica Anglicană, a părăsit țara și, traversând Flandra, s-a întors în 1622 la Roma. Papa Urban al VIII-lea l-a închis în castelul Sant'Angelo, unde s-a îmbolnăvit și a murit. Corpul său neînsuflețit, împreună cu manuscrisele și lucrările sale, a fost ars pe rug.
În timpul vieții nu și-a putut publica lucrările sale științifice, din cauza Inchiziției, dar acestea au fost descoperite ulterior de Descartes și studiate.